# Murray Hocking
Murray Hocking (* 31. Mai 1971 in Melbourne) ist ein australischer Badmintonspieler.

## Karriere
Murray Hocking nahm 1996 an Olympia teil. Im Einzel wurde er dabei 33. und im Mixed mit Lisa Campbell 17. in der Endabrechnung. Erfolgreicher war er bei den Australian International 1997, wo er die Herrendoppelwertung gewann. 2002 siegte er bei der Ozeanienmeisterschaft.

## Sportliche Erfolge
| Saison | Veranstaltung            | Disziplin    | Platz | Name                               |
| ------ | ------------------------ | ------------ | ----- | ---------------------------------- |
| 1995   | Auckland International   | Herreneinzel | 2     | Murray Hocking                     |
| 1996   | Olympia                  | Mixed        | 17    | Murray Hocking / Lisa Campbell     |
| 1996   | Olympia                  | Herreneinzel | 33    | Murray Hocking                     |
| 1997   | Australian International | Mixed        | 1     | Murray Hocking / Lisa Campbell     |
| 1998   | Auckland International   | Herreneinzel | 1     | Murray Hocking                     |
| 1998   | Auckland International   | Mixed        | 3     | Murray Hocking / Michaela Smith    |
| 1999   | Fiji International       | Herreneinzel | 1     | Murray Hocking                     |
| 2002   | Ozeanienmeisterschaft    | Herrendoppel | 1     | Peter Blackburn / Murray Hocking   |
| 2007   | Victorian International  | Mixed        | 2     | Murray Hocking / Kate Wilson-Smith |